# Theresa Duncan
Pour les articles homonymes, voir Duncan.
Theresa Duncan, née le 26 octobre 1966  et morte le 10 juillet 2007, est une conceptrice de jeux vidéo, blogueuse, cinéaste et critique américaine. À la fin des années 1990, elle est reconnue comme l'une des créatrices de jeux vidéos notamment pour jeunes filles.

## Carrière
Duncan a créé trois jeux informatiques sur CD-ROM influents pour les jeunes filles dans les années 1990 : Chop Suey (en), Smarty et Zero Zero . Ces jeux ont été conçus comme des alternatives à un domaine traditionnellement masculin où les quelques jeux destinés aux filles incarnaient un modèle d'épanouissement qui « séduirait trop les garçons ». Duncan s'est prononcée et s'est positionnée contre les jeux de filles testés sur le marché car elle déclare qu'ils sont trop fades et dénonce le « féminisme superficiel [comme] gifler l'arc rose sur Pacman ».
Les trois jeux créés par Duncan sont basés sur des histoires et sont orientés sur la recherche et la découverte. Chop Suey (1995) est un livre de contes interactif, où deux jeunes filles explorent la ville de Cortland, Ohio. Smarty (1996) raconte l'histoire de la visite d'une jeune fille chez sa tante Olive pour le temps d'un été. La jeune fille se verra animer une émission de radio au sujet de l'orthographe, découvrira la vie d'une petite ville et visiter un mystérieux magasin bon marché et populaire. Sorti en 1997, Zero Zero suit une jeune fille nommée Pinkee dans le Paris fin de siècle qui sautille de toit en toit, explore les catacombes et fait l'expérience de la vie en ville.
Chop Suey a été co-créé avec Monica Gesue et raconté par l'auteur alors inconnu David Sedaris. Gesue s'est efforcé de réalisé un jeu « coloré, chaleureux et lumineux » qui contrastait avec la façon dont « le graphisme de l'époque était vraiment dégueulasse ». Pour Smarty et Zero Zero, Duncan a collaboré avec son partenaire Jeremy Blake. Smarty a conservé le look « chaleureux, fait à la main et d'inspiration folklorique » de Chop Suey, mais était également « moins désordonné et plus idyllique, avec un rendu plus soigneux et des arrières plans aux aspects picturaux ». Blake a créé plus de 3 000 dessins pour le jeu. Zero Zero était « une pièce d'époque, et Blake utilisait des lignes épaisses et tordues qui semblaient parfois suggérer un dessin de gravure sur bois ».
Duncan a souvent parlé d'un projet de jeu pour les filles plus âgées appelé Apocalipstick. Elle l'a décrit comme quelque chose qui « se déplace comme  Doom », et « implique des survivants d'un événement destructeur cataclysmique qui trouvent les quelques films qui restent, qui se trouvent être uniquement des films des années trente de style Thin Man et tentent de recréer une vie basée sur le Stork Club et Fortuny et les armes du glamour »,.
En 2000, Duncan a créé The History of Glamour, une vidéo d'une heure animée numériquement. Dans un article paru dans Salon, Matthew Debord décrit l'œuvre comme « une satire impitoyable du moment culturel incestueux des années 1990 à New York: la mode, l'art, la célébrité et les divers clans de style du centre-ville convergent et sont déchiquetées pour notre délectation ». Dans le même article, Duncan note que son œuvre est influencée par la pièce Love, Loss, and What I Wore et Delia Ephron. The History of Glamour a fait partie de la Biennale de Whitney en 2000.
Duncan a également publié de nombreux articles. Elle a écrit des articles pour des publications telles que Artforum, Slate, Feed Magazine et Bald Ego et a publié son propre blog intitulé The Wit of the Staircase. Sur son blog, Duncan énumère ses centres d'intérêt : « le cinéma, la philologie, les souvenirs de la guerre du Viêt Nam, les parfums rares et abandonnés, la collection de livres, la philatélie, les tours de cartes et de pièces de monnaie, le futurisme, Napoléon Bonaparte, l'histoire de l'électricité ».

### Héritage
Les CD-ROM de Duncan sont très appréciés. Chop Suey jouit de la plus grande réputation. Lors de sa sortie, Entertainment Weekly l'a nommé « CD-ROM de l'année » en 1995 et il a été généralement salué par les critiques. Ces dernières années, il a été célébré comme une œuvre importante du boom du CD-ROM. Kara Swisher a écrit en 2007 : « Bien que le CD-ROM se soit avéré être une technologie de transition et que Chop Suey n'ait pas subi les assauts du web, après l'avoir vu, je ne l'ai jamais oublié ». En 2012 dans Motherboard, Jenn Frank, critique de jeux vidéo, a qualifié Chop Suey d'intemporel et a salué sa bravoure à représenter « ce qui est criminellement sous-représenté : c'est-à-dire l'imagination débridée d'une jeune fille âgée de 7 à 12 ans ».
Ses jeux ayant été conçus sur CD-ROM pour être joués sur des systèmes d'exploitation qu'il n'est « plus possible d'installer sur des ordinateurs modernes », ils sont restés pendant de nombreuses années inaccessibles à la plupart des gens. En 2015, Rhizome, une organisation à but non lucratif qui se concentre sur l'art des nouveaux médias, a restauré les jeux de Duncan en rendant les jeux « originaux, non modifiés » jouables dans un navigateur Web grâce à une collecte de fonds via Kickstarter. En 2023, ScummVM a annoncé le soutien de Chop Suey dans le cadre de ses efforts pour soutenir les jeux Macromedia Director.

## Vie privée
Theresa Lee Duncan est née à Lapeer, Michigan, de Donnie et Mary Duncan. Elle a vécu avec son partenaire Jeremy Blake à New York dans les années 1990, alors qu'elle travaillait pour une agence interactive, et à Los Angeles jusqu'en 2007, après quoi Duncan et Blake sont retournés à Manhattan.

### Décès
Duncan a été retrouvée morte dans l'appartement d'East Village, à Manhattan, qu'elle partageait avec Blake le 10 juillet 2007. La cause officielle du décès est un suicide résultant de l'ingestion combinée de Tylenol PM - une combinaison d'acétaminophène et de diphenhydramine - et d'alcool. Blake serait mort par suicide une semaine plus tard, après avoir été vu par un appel anonyme au 911 en train de marcher dans l'océan Atlantique près de Rockaway Beach, dans le Queens. Selon des amis du couple, Duncan et Blake pensaient qu'ils étaient suivis et harcelés par des scientologues jusqu'à leur mort. La veille du Nouvel An en 2007, elle a publié son dernier article de blog, intitulé New Beginning, qui citait le poème de TS Eliot, East Coker.
Les circonstances de la mort de Duncan ont suscité beaucoup d'attention de la part des médias, notamment des articles importants dans Vanity Fair et le magazine New York . Le 30 novembre 2008, la page six du New York Post a rapporté que Bret Easton Ellis était en train d'écrire un scénario sur Duncan et Blake basé sur l'article paru dans Vanity Fair de Nancy Jo Sales sur la mort du couple intitulé The Golden Suicides. Le réalisateur Gus Van Sant avait signé en tant que consultant pour le film, qui n'a finalement pas été produit.
L'épisode Bogeyman de la saison 18 de Law & Order est vaguement basé sur les décès de Duncan et Blake. Dans cet épisode, le corps du personnage parallèle à Theresa Duncan présente des preuves médico-légales qui remettent en question son suicide, tandis que le personnage parallèle de Jeremy Blake survit à sa tentative de suicide. Un procès contre lui est perturbé par le groupe de la secte, ce qui entraîne un quasi vice de procédure suivi d'un plaidoyer accepté après que le procureur ait laissé entendre que lui et le juge étaient liés à la secte.